# Audrey Hollander
Audrey Hollander (ur. 4 listopada 1979 w Louisville) – amerykańska aktorka i reżyserka filmów pornograficznych.

## Życiorys

### Wczesne lata
Urodziła się jako Lindsay Gene Abston Brush w Louisville w stanie Kentucky. Ukończyła studia na wydziale nauczania wczesnoszkolnego w Loyola University Chicago w Illinois.

### Kariera
W 2002 roku, w wieku 23 lat po raz pierwszy trafiła przed kamery. Jednym z pierwszych jej filmów była produkcja porno More Dirty Debutantes 268 (2003).
Do listopada 2013 występowała w ponad 400 produkcjach, w tym Hooligans (2005), a także była współtwórcą cyklu filmów Otto and Audrey Destroy the World.
Wzięła również udział w filmach dokumentalnych: Porno od 9 do 17 (9 to 5: Days in Porn, 2005) z udziałem Joanny Angel, Erika Everharda, Monique Alexander, Belladonny, Niny Hartley, Sashy Grey, Ashley Blue, Katji Kassin, Jesse Jane i Manuela Ferrary oraz The New Erotic: Art Sex Revolution (2011) z Lexi Belle, Tori Black, Ashley Blue, Mickiem Blue i Sashą Grey.
W 2006 otrzymała jedną z nagród AVN Award w kategorii wykonawczyni roku w ponad 70 takich scenach analnych jak również podwójnej penetracji. Po krótkiej przerwie oficjalnie powróciła do przemysłu porno w październiku 2012.

## Życie prywatne
Na planie filmu Otto and Audrey Out of Control (2007) spotykała się z Britney Stevens. Jej mężem był aktor i reżyser filmów porno Otto Bauer, z którym rozwiodła się 1 lipca 2011.

## Filmografia
| Rok  | Tytuł                                                      | Rola                | Reżyser       |
| ---- | ---------------------------------------------------------- | ------------------- | ------------- |
| 2008 | Porno od 9 do 17 (9 to 5: Days in Porn, film dokumentalny) | w roli samej siebie | Jens Hoffmann |
| 2011 | The New Erotic: Art Sex Revolution (film dokumentalny)     | w roli samej siebie | Ramzi Abed    |

## Nagrody
| Rok  | Nagroda                            | Kategoria                                      | Film                                                                               | Pozostali wykonawcy                                                                     |
| ---- | ---------------------------------- | ---------------------------------------------- | ---------------------------------------------------------------------------------- | --------------------------------------------------------------------------------------- |
| 2005 | AVN Award                          | Najlepsza scena seksu samych dziewczyn - wideo | The Violation of Audrey Hollander (2004), reż. Jim Powers (studio: JM Productions) | Gia Paloma, Ashley Blue, Tyla Wynn, Brodi i Kelly Kline                                 |
| 2005 | XRCO Award                         | Najlepsza scena seksu dziewczyna/dziewczyna    | The Violation of Audrey Hollander (2004), reż. Jim Powers (studio: JM Productions) | Gia Paloma, Ashley Blue, Tyla Wynn, Brodi i Kelly Kline                                 |
| 2006 | Venus Paris Fair / EuroEline Award | Najlepsza aktorka międzynarodowa               | -                                                                                  | -                                                                                       |
| 2006 | AVN Award                          | Wykonawczyni roku                              | -                                                                                  | -                                                                                       |
| 2006 | AVN Award                          | Najlepsza scena seksu grupowego – wideo        | Squealer (2005), reż. Jack the Zipper (studio: Hustler Video)                      | Smokey Flame, Jassie, Scott Nails, Kimberly Kane, Otto Bauer, Kris Slater i Scott Lyons |
| 2006 | AVN Award                          | Najlepsza scena seksu analnego - film          | Sentenced (2004), reż. Chi Chi LaRue (studio: Vivid Entertainment)                 | Otto Bauer                                                                              |
| 2008 | AVN Award                          | Najbardziej skandaliczna scena seksu           | Ass Blasting Felching Anal Whores (2007), reż. Jim Powers (studio: Powersville)    | Cindy Crawford i Rick Masters                                                           |
| 2024 | AVN Award                          | Hall of Fame (Sala sław)                       | –                                                                                  | –                                                                                       |